# Guadalupe Tagliaferri
Guadalupe Tagliaferri (Ciudad de Buenos Aires, 26 de junio de 1974) es una política argentina perteneciente a Propuesta Republicana (PRO). Actualmente, se desempeña como senadora nacional de Juntos por el Cambio por la Ciudad Autónoma de Buenos Aires.

## Trayectoria política
Estudió ciencias políticas en la Universidad de Buenos Aires (UBA) se unió a la Fundación Grupo Sophia juntos con otros referentes de PRO, como María Eugenia Vidal y Carolina Stanley.
Durante el gobierno de Mauricio Macri en Gobierno de la Ciudad de Buenos Aires fue nombrada directora general de la Dirección General de la Mujer (2009-2010), directora general de Atención Inmediata (2010-2011), subsecretaria de Promoción Social (2011-2013) y, por último, como Presidenta del Consejo de los Derechos de Niñas, Niños y Adolescentes (2013-2015). A fines de 2015, fue designada por el jefe de Gobierno, Horacio Rodríguez Larreta, como ministra de Desarrollo Humano y Hábitat.
En 2019, fue elegida senadora nacional por la Ciudad Autónoma de Buenos Aires junto con Martín Lousteau, representando a la agrupación política Juntos por el Cambio.
Entre sus logros como ministra de Desarrollo Humano y Hábitat se destacan la transformación de la zona del antiguo Elefante Blanco en Villa Lugano y la construcción de la nueva sede del Ministerio; y la adhesión de la Ciudad de Buenos Aires a la línea 144 de atención a víctimas de violencia de género.